# Лималь
Лима́ль (псевдоним, англ. Limahl; наст. имя Кристофер Хэмилл, англ. Chris Hamill; род. 19 декабря 1958, Уиган, графство Ланкашир, Англия) — британский певец и актёр.

## Биография
Карьеру начинал в качестве актёра в небольших театральных и телевизионных постановках. Сотрудничал с несколькими музыкальными группами, где выступал под своим настоящим именем.
В 1982 году был приглашён выступать вместе с группой Kajagoogoo, которую продюсировал участник Duran Duran Ник Роудс. Группа имела определённый успех, однако вскоре музыкант был вынужден покинуть её, так как остальную группу не устраивал имидж, ориентированный исключительно на тинейджеров, которому способствовал Лималь.
Взяв псевдоним, Крис Хэмилл начал сольную карьеру. Уже в 1984 году он записал спродюсированный Джорджио Мородером сингл «The Never Ending Story», ставший заглавной песней саундтрека к одноимённому детскому фантастическому фильму. Песня стала большим хитом, завоевав популярность как в Европе (# 4 в UK Singles Chart, 24 ноября 1984), так и в США (# 17). В том же году вышел первый сольный альбом певца «Don’t Suppose», куда вошла и эта песня. Также, песня получила популярность после выхода 3 сезона "Stranger Things".
После первого сольного успеха Лималь записал в сотрудничестве с Мородером новый альбом «Colour All My Days» (1986), однако этот диск остался практически незамеченным.
В 1992 году певец выпустил ещё один альбом «Love is blind», который вышел только в Германии и Японии.
С появлением моды на ретро, в том числе на шлягеры 80-х годов, на рубеже 90-х и 2000-х Лималь присоединился к музыкальному проекту «What a Feeling!», с которым в 2000 — 2001 гастролировал по Великобритании, исполняя хиты 80-х.
В 2008 воссоединился с группой Kajagoogoo, приняв участие в записи первого за 25 лет альбома группы «Gone to the Moon».

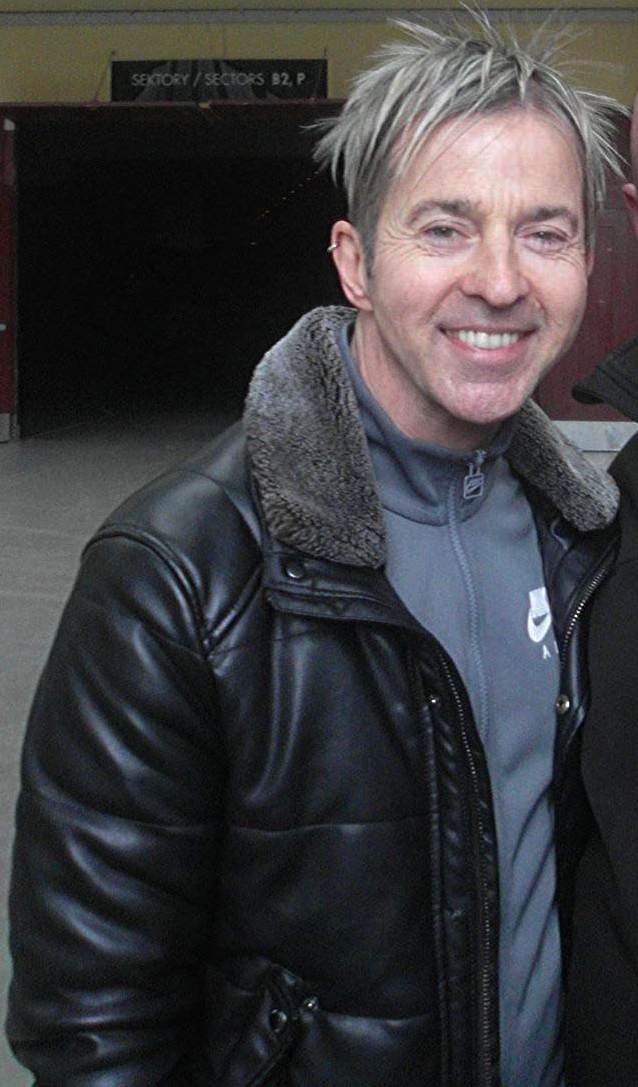
Лималь в 2016 году

## Дискография

### Альбомы
- 1984 — Don’t Suppose (EMI Records) (UK Albums Chart #63)
- 1986 — Colour All My Days (Da Color A Mis Días) (EMI Records)
- 1992 — Love Is Blind (Bellaphon Records/Jimco Records)

### Синглы
- 1983 Only For Love
- 1984 The Never Ending Story
- 1984 The Neverending Story (Испания)
- 1984 The Never Ending Story (США)
- 1984 The Never Ending Story (Франция)
- 1984 Tar Beach
- 1984 Too Much Trouble
- 1986 Inside To Outside
- 1986 Love In Your Eyes
- 1986 Colour All My Days (Da Color A Mis Días) (Spain)
- 1986 No Lo Pienses Más (Spain, promo)
- 1991 Maybe This Time (feat. Bassline)
- 1991 Stop (feat. Bassline)
- 1992 Love Is Blind
- 1992 Too Shy '92 Remix
- 1996 Walking In Rhythm (feat. Shy Guy)
- 2006 Too Shy (vs. Julien Créance)
- 2006 Tell Me Why
- 2008 Too Shy 2008 (feat. Physics) (Sweden)
- 2009 Superior Love (feat. Sara Noxx feat. 18 Summers) (promo)
- 2009 Superior Love (The Bright Side) (feat. Sara Noxx)

### Сборники
- 1996 The Best Of
- 1998 The Best Of (Scandinavia)
- 1999 Limahl’s Greatest Hits
- 2000 The Best Of (Denmark)
- 2003 All The Hits Plus More
- 2006 Never Ending Story